# Kecsed
Kecsed (románul Aluniș, németül Pergelinsdorf) falu Romániában, Erdélyben, Kolozs megyében, az azonos nevű község központja.

## Fekvése
A Dobokai-dombvidéken, Déstől 30,7 km-re délnyugatra.

## Története
Kecsed nagy múltú magyar falu. Nevét Kecheeth-ként 1279-ben említik először az oklevelek. Lakói egykori szolnoki vár várvédő királyi katonái voltak, ezután a falu királyi adományozással a Kecseti család birtokába került, és maradt is egészen 1555-ig. A Kecseti család jelentős középkori birtokos család, érsek, királyi főudvarmester is származott közülük. Az településről igazgatott Kecseti birtokhoz 17 falu tartozott, a család gazdagsága és ez indokolta egy nagyméretű gótikus templom felépítését.
1449-től egészen 1868-ig a falu keleti része Szolnok, nyugati része Doboka vármegyéhez tartozott. Ez a birtokos számára előnnyel is járt, ugyanis mindig az adott szempontból előnyösebb megyét választhatta.
Az 1600-as években a település sokat szenvedett, a falu birtoka megoszlott több család között, birtokosai változtak (Ebeniek, Hallerek, Kendiek, Aporok) a török és a tatár többször felprédálta. Az 1700-as évek elején az addig magyarok lakta falu többnyire román lakossággal települt újra, így a református magyar kisbirtokosok és jobbágyok kisebbségbe kerültek.
Az 1792-ben építették fel a románok templomukat, 1848-ban a fellázadt románság felprédálja a nemesi udvarházakat, és erőszakkal görögkeleti hitre térítették a magyarokat. Mivel azután nincs már a faluban református lelkész erősödik a magyarok elrománosodása. Tagányi 1895-ben így ír:
„Mióta a református egyház önállóságát elvesztette, azóta rohamosan oláhosodik a község, jele annak a Szántó, Benkő, Budai, Berendi, Farkas és még több család eloláhosodása, a kiknek utódai reformátusok ugyan, de nyelvünket nem bírják.”
Az 1850-es évektől egyre több német anyanyelvű magyarosodó zsidó család telepedett le Kecseden, a századfordulón lélekszámuk már csaknem elérte a reformátusokét. Egészen 1944-es elpusztításukig jelentős szerepet játszottak a falu életében.
Napjainkban alig néhány magyar anyanyelvű személy él a faluban, tehát Tagányi jóslata valóra vált. A falu egykori magyar lakóinak leszármazottai már a református vallásról az ortodoxra is áttértek, és bár magyar származásukat számon tartják, nem beszélik a nyelvet, magyar identitásuk sincs. Származásukról büszkén viselt családneveik árulkodnak. Az egykor református magyar családok közül a Farcas (Farkas), a Caba (Csaba), a Tamas (Tamás), a Ciont (Csont) családok a mai napig a falu vezető családjai közé tartoznak.

## A református műemléktemplom története

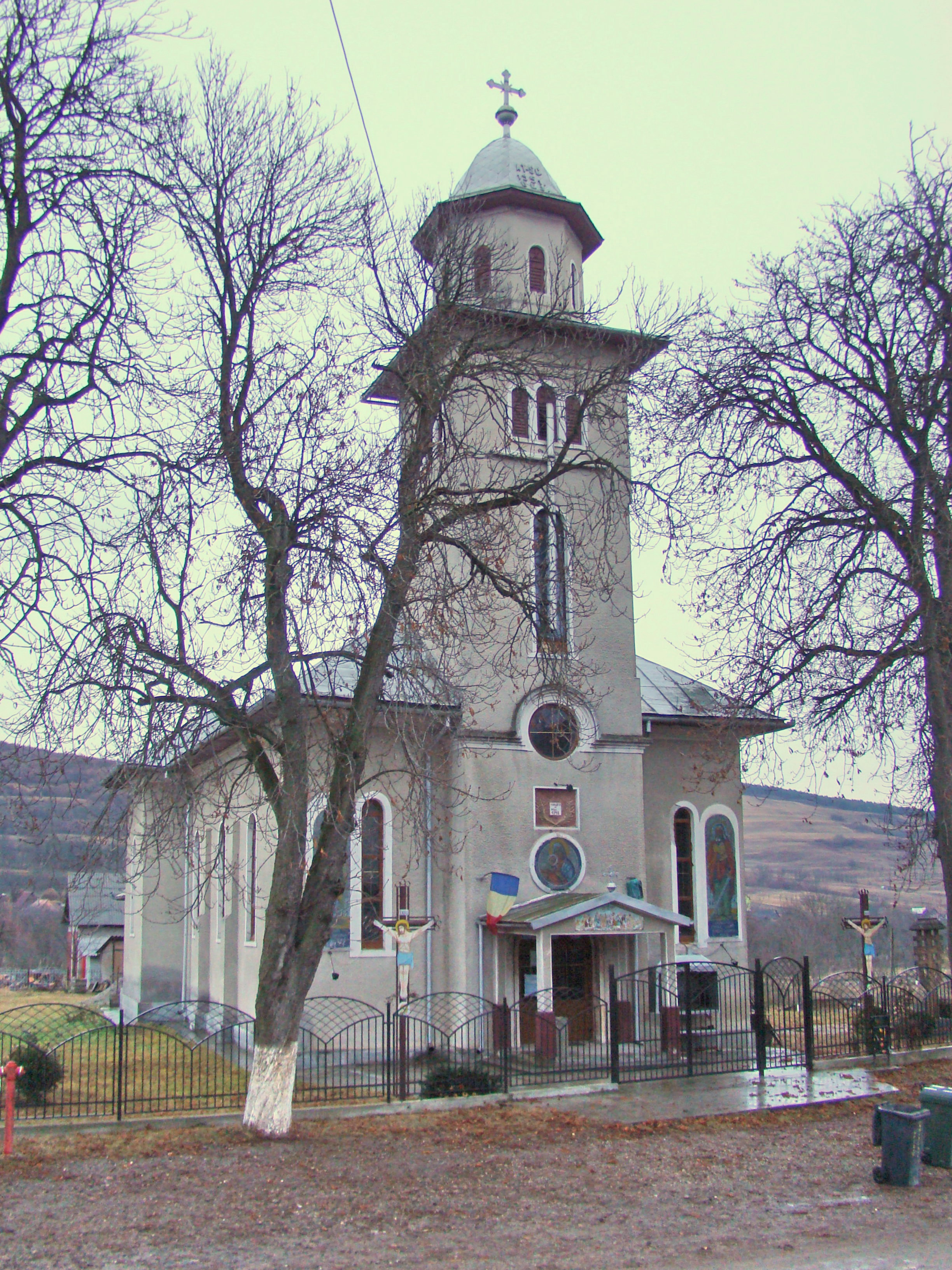
Az ortodox templom 1948-ban épült

Kecsed első Árpád-kori plébániatemplomának látható nyoma nem maradt fenn, létezéséről egy 1332-es tizedlajstromból tudunk (ekkor plébánosa Miklós volt), eszerint a környék egyik legrégebbi temploma volt.
A mai templom a 15. században épült Szent Margit-templom kis maradéka, az egykori templom szentélye. Az eredeti templom nagy mérete a helyi birtokos Kecseti család jelentőségét mutatta. A gyülekezet valószínűleg az 1550-es években reformált a birtokos családokkal együtt. A hatalmas gótikus templom a 17. század háborúságai között jelentős sérüléseket szenvedett, valószínűleg 1658 és 63 között omolhatott be. Az 1800-as években még láthatóak voltak – de még most is sejthetők – a templomhajó egykori falai. Az 1860-as években Almási Sámuel a meszelés alól előbukkanó falfestményekről számolt be.
A támpillérekkel tagolt nyolcszög felével záródó mai templom, egykori szentély falában megfigyelhetők az boltozás nyomai. A falak belső oldalán középkori festés feltételezhető. A templom alatt valószínűleg fel nem tárt kripta található. Az orgonát a javítások költségeinek fedezésére a gyülekezet eladta. A két harang a karzat felett található fa fiatoronyban függ.
A templom északi falában egy, a 17. század elejéről származó, a 18. században kiegészített márvány sírkő van befalazva. A többnyelvű, több időpontban készített sírkő készítésének idejét korábban tévesen az 1700-as évek első harmadára tették (pl. Tagányi), de Dr. Őri Péter kutatásai sikerrel azonosították a sírkövön szereplő személyeket, így pontosítani lehetett a datálást.
A szövegben említett Ebeni Gábor, akinek Zsigmond nevű fiai voltak hozzávetőleg 1579 és 1600 között volt kecsedi birtokos, Zsigmond fia 1640 körüli halálával pedig a nemzetség fiúágon kihalt. 1668-ban az Ebeni család kecsedi birtokáról való egyezkedéskor egyik örökös család sem viselt már Ebeni vezetéknevet. Így a sírkő készítését valamikor a 16-17. század fordulójára, tehetjük, amikor Ebeni Gábor (a férj) még élt, de a gyermekek már felnőttek.
Csegezi Judit, noha valószínűleg ténylegesen távoli rokonságban lehetett az Ebeniekkel, minden valószínűség szerint nem ezért, hanem a református egyházközség török-tatár pusztítás utáni újjászervezése érdekében kifejtett tevékenysége, adományai miatt hasznosíthatta ’újra’, egészíthette ki 1719-ben a sírkövet, amelyet az eredeti sír felprédálása, a templomhajó bedőlése miatt áthelyeztek. Magát a sírkövet ezután valamikor a templom falába befalazhatták, és csak valamikor az 1860-as években került ismét elő.
2007-ben a rossz állapotú épület részleges felújítása megtörtént, így továbbra is emlékeztet a település egykori nagy múltjára és régi lakóira.

## A helyi református gyülekezet rövid története

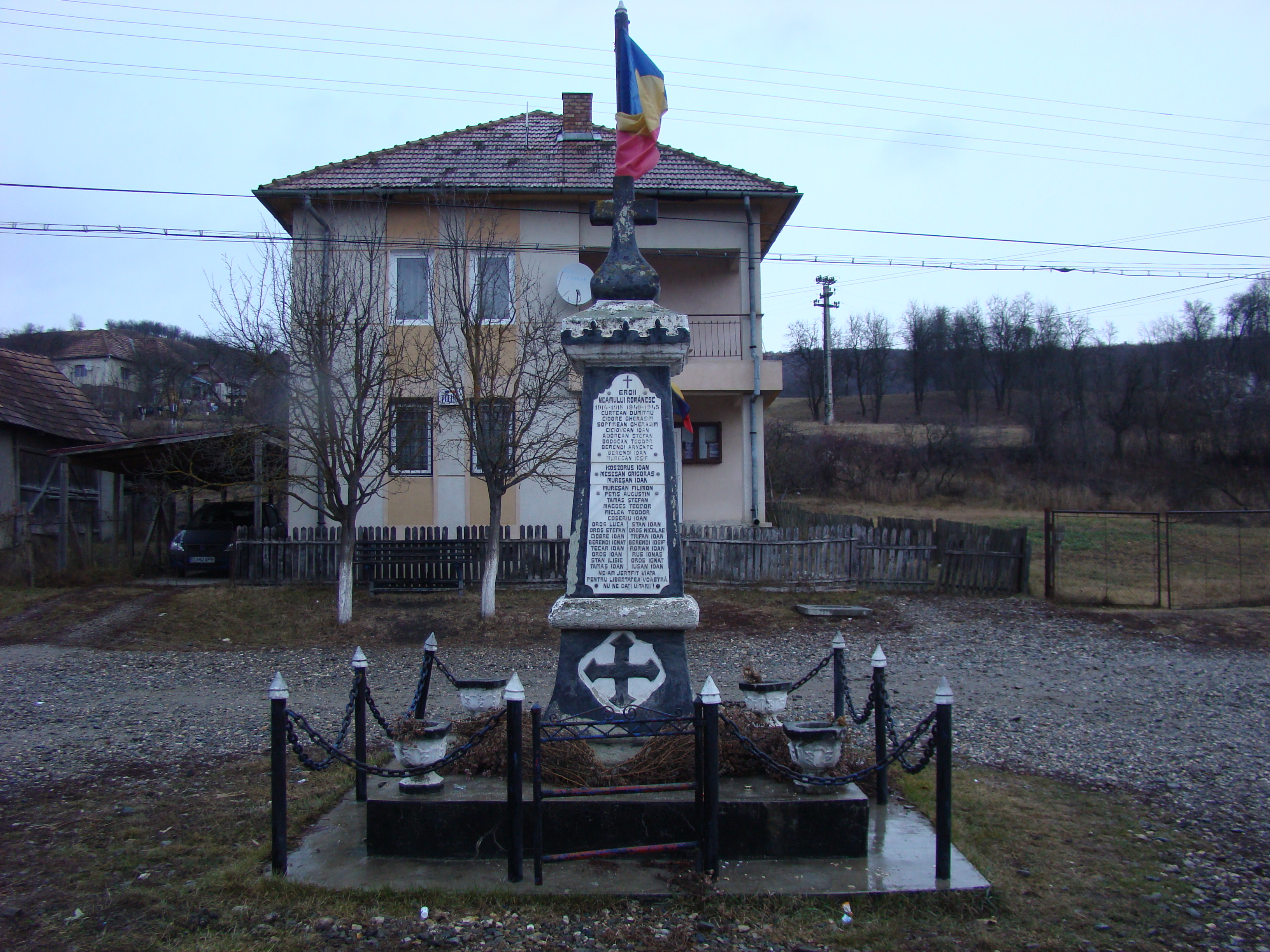
Román háborús hősi emlékmű

A falu lakossága reformátussá valamikor az 1550-es években lett. Ezt onnan sejthetjük, mert a falu birtokos családjából származó Kecsethy Márton érsek 1548-ban szakított a katolikus egyházzal.
Az 1600-as évek szenvedései után a helyi református magyar kisbirtokosok és jobbágyok kisebbségbe kerültek és 1712-ig a tőtöri anyaegyházhoz tartoztak. 1712-ben részben Csegezi Judit adományai segítségével alakul újjá a református egyházközség, első jelentősebb lelkésze Deák Mihály volt. Az 1700-as évek elejétől egészen 1868-ig a legjelentősebb helyi birtokos a Diószegi család, így amikor 1754-ben katolizálnak, a helyi református magyarság legjelentősebb támogatóját vesztette el. Azóta egyre ritkábban volt a falunak református lelkésze. Utolsó helyben lakó lelkésze Dózsa Imre volt (1842-49), aki a szabadságharc helyi román-magyar ellenségeskedései (ekkor pusztítottál el a katolikus kápolnát is a faluban) után menekül el. A nyelvében, majd vallásában is románosodó, az 1900-as évek elején 70-90 fős gyülekezet nem tudott saját lelkészt eltartani. 1940-ben még felmerült a Girolttal közös önálló református egyházközség kialakításának gondolata (a két faluban ekkor még 170 református élt), de a történelem ennek a lehetőségét elsodorta, a közösségnek az 1950-es évektől felgyorsuló fogyása pedig végképp lehetetlenné tett minden ilyen ötletet.[forrás?]
Az egyre fogyó szórványt a második világháborút követően évtizedeken át, egészen 1981-ig gondozta a kecsedi születésű Bányai Ferenc szórványlelkész. A hívek száma 1992-ben 6 fő, 2007-ben 1 fő, a szórvány jelenleg a Dés-Aknáról ellátott Kisiklódi szórvány-egyházközséghez tartozik.[forrás?]

## Népesség
A 2002-es népszámláláskor 551 lakosa közül 546 fő (99,1%) román, 5 (0,9%) magyar volt.